# Hiri motu nyelv
A hiri motu (más néven police motu vagy pidzsin motu) Pápua Új-Guinea egyik hivatalos nyelve 1975 óta. A sok száz különböző nyelvet beszélő lakosság egyik legfontosabb közvetítő nyelve, mintegy 200 000 második nyelvi használója van.
Pidzsin nyelv, főleg a motu nyelvre alapul, amit a mai főváros, Port Moresby környékén élő törzsek beszéltek. A motu és a hiri-motu között a fő különbség a nyelvtani rendszerben van. Van ausztronéz és pápua dialektusa.
A nyelv 1880 körül kezdett kialakulni, amikor a hittérítők próbáltak kapcsolatot kialakítani a bennszülöttekkel. A 19. század végén a gyarmatosítók által többféle törzsből szervezett helyi rendőrség tagjai is ezt kezdték használni, ezért kapta a nyelv a „rendőr motu” nevet.

## Külső hivatkozások
- Rajki András:  Magyar–Hiri Motu szótár etimológiával és példamondatokkal. archive.org (magyarul) (2015)  (Hozzáférés: 2015. október 27.) (Word dokumentum: 56 oldal )